# دو ۵۰۰۰ متر
دو ۵۰۰۰ متر یا دو ۵ کیلومتر یکی از رشته‌های ورزش دو و میدانی است که در بازی‌های المپیک تابستانی و مسابقات جهانی دو و میدانی برگزار می‌شود.
بهترین رکورد به‌دست آمده در این رشته ورزشی ۱۲:۳۷٫۳۵ (دوازده دقیقه و سی هفت ثانیه و سی و پنج صدم ثانیه) توسط کننیسا بکله ورزشکار اهل کشور اتیوپی است.

## ۲۵ رکورد برتر

### مردان
| رتبه | زمان     | ورزشکار                        | ورزشگاه | تاریخ            | منابع |
| ---- | -------- | ------------------------------ | ------- | ---------------- | ----- |
| ۱.   | ۱۲:۳۷٫۳۵ | (اتیوپی) کننیسا بکله           | هنگلو   | مه ۳۱, ۲۰۰۴      |       |
| ۲.   | ۱۲:۳۹٫۳۶ | (اتیوپی) هایله گبرسلاسی        | هلسینکی | ژوئن ۱۳, ۱۹۹۸    |       |
| ۳.   | ۱۲:۳۹٫۷۴ | (کنیا) دنیل کومن               | بروکسل  | ۲۲ اوت ۱۹۹۷      |       |
| ۴.   | ۱۲:۴۶٫۵۳ | (کنیا) الیود کیپچوگ            | رم      | ژوئیه ۲, ۲۰۰۴    |       |
| ۵.   | ۱۲:۴۶٫۸۱ | (اتیوپی) دژان گبرمسکل          | پاریس   | ۶ ژوئیه ۲۰۱۲     | [ ۲ ] |
| ۶.   | ۱۲:۴۷٫۰۴ | (اتیوپی) سیلشی سیهینه          | رم      | ژوئیه ۲, ۲۰۰۴    |       |
| ۷.   | ۱۲:۴۷٫۵۳ | (اتیوپی) هاگوس گبریوث          | پاریس   | ۶ ژوئیه ۲۰۱۲     | [ ۲ ] |
| ۸.   | ۱۲:۴۸٫۶۴ | (کنیا) عیسی کیپلانگات کوئچ     | پاریس   | ۶ ژوئیه ۲۰۱۲     | [ ۲ ] |
| ۹.   | ۱۲:۴۸٫۶۶ | (کنیا) ایساک سونگوک            | زوریخ   | ۱۸ اوت ۲۰۰۶      |       |
| ۱۰.  | ۱۲:۴۸٫۷۷ | (اتیوپی) یونیو آلامیرو         | پاریس   | ۶ ژوئیه ۲۰۱۲     | [ ۲ ] |
| ۱۱.  | ۱۲:۴۸٫۸۱ | (کنیا) سیف سعید شاهین          | استراوا | ژوئن ۱۲, ۲۰۰۳    |       |
| ۱۲.  | ۱۲:۴۹٫۰۴ | (کنیا) توماس لونگوسیوا         | پاریس   | ۶ ژوئیه ۲۰۱۲     | [ ۲ ] |
| ۱۳.  | ۱۲:۴۹٫۲۸ | (مراکش) ابراهیم لحلافی         | بروکسل  | ۲۵ اوت ۲۰۰۰      |       |
| ۱۴.  | ۱۲:۴۹٫۵۰ | (کنیا) جان کیپکوئک             | پاریس   | ۶ ژوئیه ۲۰۱۲     | [ ۲ ] |
| ۱۵.  | ۱۲:۴۹٫۷۱ | (بلژیک) محمد مورحیت            | بروکسل  | ۲۵ اوت ۲۰۰۰      |       |
| ۱۶.  | ۱۲:۴۹٫۸۷ | (کنیا) پل ترگات                | زوریخ   | ۱۳ اوت ۱۹۹۷      |       |
| ۱۷.  | ۱۲:۵۰٫۲۴ | (مراکش) حشام الکروج            | استراوا | ژوئن ۱۲, ۲۰۰۳    |       |
| ۱۸.  | ۱۲:۵۰٫۲۵ | (مراکش) عبدالرحیم الگومری      | بروکسل  | ۲۶ اوت ۲۰۰۵      |       |
| ۱۹.  | ۱۲:۵۰٫۵۵ | (کنیا) مؤسس اندیئما ماسای      | برلین   | ژوئن ۱, ۲۰۰۸     |       |
| ۲۰.  | ۱۲:۵۰٫۷۲ | (اوگاندا) مؤسس اندیئما کیپسیرو | بروکسل  | سپتامبر ۱۴, ۲۰۰۷ |       |
| ۲۱.  | ۱۲:۵۰٫۸۰ | (مراکش) صلاح حیسو              | رم      | ژوئن ۵, ۱۹۹۶     |       |
| ۲۲.  | ۱۲:۵۰٫۸۶ | (الجزایر) علی سعیدی سیف        | رم      | ژوئن ۳۰, ۲۰۰۰    |       |
| ۲۳.  | ۱۲:۵۱٫۰۰ | (کنیا) ژوزف ابویا              | بروکسل  | سپتامبر ۱۴, ۲۰۰۷ |       |
| ۲۴.  | ۱۲:۵۱٫۴۵ | (کنیا) وینسنت کیپروت چپکوک     | دوحه    | مه ۱۴, ۲۰۱۰      |       |
| ۲۵.  | ۱۲:۵۲٫۳۳ | (کنیا) سامی کیپکتر             | اسلو    | ژوئن ۲۷, ۲۰۰۳    |       |